# The Dixie Boys
The Dixie Boys sind eine portugiesische Rockabilly-Band aus Porto.

## Geschichte
Nach Gründung und ersten Proben 1993 hatte die Gruppe ihren ersten Auftritt am 17. Juni 1994, in der D.Albuquerque-Bar am Uferviertel von Vila Nova de Gaia. Ihre ersten veröffentlichten Aufnahmen waren zwei Stücke auf der 1995 erschienenen portugiesischen Rockabilly-Kompilation Portugal Rockers, während ihr erstes Album 1997 erschien, in einer kleinen Auflage im Selbstvertrieb. Sie spielten eine Vielzahl Konzerte in Portugal und traten auch häufiger in Spanien auf. Nachdem 1996 der Sänger aus beruflichen Gründen die Band verlassen hatte, musste auch Bassist Rui Ferreira 1997 aus beruflichen Motiven seine Musikertätigkeit einstellen. 1999 löste sich die Gruppe auf. 2001 kamen die Dixie Boys für ein einziges Konzert nochmal zusammen, für einen Auftritt in der Oldies Bar in Porto.
Im August 2005 beschlossen Rui Ferreira und Fernando Pereira, die Band neu zu gründen. Nach Absage der früheren Mitglieder, rekrutierten sie mit Ricardo Prazeres und Mário Cunha neue Musiker.
2008 erschien ihr Album Rockin’ Storm, dessen Titelstück auf dem CD-Sampler Nr. 10 des deutschen Musikmagazins Dynamite! vertreten war.
Im Rahmen einer ungewöhnlichen Konzertreihe in der U-Bahn von Porto spielten auch die Dixie Boys dort, im Mai 2009, bevor sie im Sommer des Jahres bei einem Werbespot der Biermarke Super Bock mitwirkten. 2010 und 2011 traten sie mehrfach im Fernsehen auf, nachdem sie ein Album mit dem französisch-portugiesischen Rockabilly-Veteranen Nelson Carrera aufgenommen hatten. So traten sie live in einer Sendung der TVI auf, ebenso in der populären Sendung Praça da Alegria des ersten Kanals der öffentlich-rechtlichen RTP. Bereits ihr Mini-Album Mean Mean Gal von Anfang 2010 hatten sie im Fernsehen vorstellen können, wenn auch nur im Regionalfernsehen ihrer heimatlichen Metropolregion Grande Porto.
The Dixie Boys spielen 50er-Jahre-Rockabilly in der wilderen Variante eines Johnny Burnette oder Ronnie Self, mit Einflüssen aus Country-Stilen der 40er Jahre.

## Diskografie
- 1995: Kompilation: Portugal Rockers (Metralha Records, 2 Stücke)
- 1997: For Last
- 2008: Rockin’ Storm
- 2010: Mean Mean Gal
- 2010: Nelson Carrera & The Dixie Boys: Boogeyman Boogie
- 2013: 50´s Special